# Oreoseris
Oreoseris DC., 1838 è un genere di piante angiosperme dicotiledoni della famiglia delle Asteraceae.

## Descrizione
Le specie di questa voce sono piante annuali o perenni con portamenti erbacei, arbustivi o suffruticosi.
In genere sono presenti sia foglie basali che cauline. Le foglie lungo il caule sono disposte in modo alternato. Quelle basali spesso formano delle rosette (disposizione rosulata). La forma delle lamine è varia: intera e semplice da piccola a grande con forme da lineari a largamente ovate (anche subromboidali); a volte sono presenti forme sagittate, frastagliate o lirate.
Le infiorescenze sono composte da capolini terminali solitari o raccolti in formazioni paicolate. I capolini possono essere radiati ed omogami/eterogami, oppure (raramente) discoidi e sono formati da un involucro a forma spiraleggiante, campanulata o emisferica composto da brattee (o squame) all'interno delle quali un ricettacolo fa da base ai fiori di due tipi (più o meno): tubulosi e ligulati. Le brattee, simili a foglie, disposte su molte serie in modo embricato sono di vario tipo e consistenza. Il ricettacolo, glabro o con lunghi peli, a forma piatta è nudo (senza pagliette).
I fiori sia quelli tubulosi che ligulati sono tetra-ciclici (ossia sono presenti 4 verticilli: calice – corolla – androceo – gineceo) e pentameri (ogni verticillo ha 5 elementi). I fiori sono ermafroditi, actinomorfi o zigomorfi e fertili. In genere i fiori del raggio (quelli periferici), se presenti, sono femminili, disposti in modo uniseriale e con staminoidi. I fiori del disco (quelli centrali), sono ermafroditi e fertili e tubulosi.
- Formula fiorale:

*/x K {\displaystyle \infty }, [C (5), A (5)], G 2 (infero), achenio
- Calice: i sepali del calice sono ridotti ad una coroncina di squame.
- Corolla: la corolla è formata da un tubo terminante in modo bilabiato. Nei fiori periferici il labbro esterno è allargato con 3 denti; quello interno è poco appariscente e generalmente ha due lobi rudimentali o mancanti. Nei fiori centrali il tubo termina con 5 lobi più o meno uguali (talvolta un arto è allungato con 4 denti). I colori dei fiori periferici sono: viola o porpora; i colori dei fiori centrali sono: giallo, rosso o viola.
- Androceo: gli stami sono 5 con filamenti liberi, glabri o papillosi e distinti, mentre le antere sono saldate in un manicotto (o tubo) circondante lo stilo. Il nodo basale dello stilo è presente e glabro. Le antere in genere hanno una forma sagittata con base caudata (arrotondata o acuta). Le antere dei fiori periferici sono rudimentali. Il polline normalmente è tricolporato a forma sferica (può essere microechinato).
- Gineceo: lo stilo è filiforme; gli stigmi dello stilo sono due scarsamente divergenti, corti e papillosi. L'ovario è infero uniloculare formato da 2 carpelli. L'ovulo è unico e anatropo.

I frutti sono degli acheni con pappo. La forma dell'achenio in genere è cilindrica con 3 - 6 coste longitudinali. Il pericarpo può essere di tipo parenchimatico, altrimenti è indurito (lignificato) radialmente; la superficie è setolosa o irsuta. Il carpopodium ha delle forme anulari. Il pappo, formato da due a più serie di setole piumose, barbate o capillari (a volte isomorfe e a volte eteromorfe), decidue o persistenti, è direttamente inserito nel pericarpo o connato in un anello parenchimatico posto sulla parte apicale dell'achenio.

## Biologia
- Impollinazione: l'impollinazione avviene tramite insetti (impollinazione entomogama tramite farfalle diurne e notturne).
- Riproduzione: la fecondazione avviene fondamentalmente tramite l'impollinazione dei fiori (vedi sopra).
- Dispersione: i semi (gli acheni) cadendo a terra sono successivamente dispersi soprattutto da insetti tipo formiche (disseminazione mirmecoria). In questo tipo di piante avviene anche un altro tipo di dispersione: zoocoria. Infatti gli uncini delle brattee dell'involucro si agganciano ai peli degli animali di passaggio disperdendo così anche su lunghe distanze i semi della pianta.

## Distribuzione e habitat
Le specie di questo gruppo sono distribuite in Asia dall'Anatolia alla Cina occidentale.

## Tassonomia
La famiglia di appartenenza di questa voce (Asteraceae o Compositae, nomen conservandum) probabilmente originaria del Sud America, è la più numerosa del mondo vegetale, comprende oltre 23.000 specie distribuite su 1.535 generi, oppure 22.750 specie e 1.530 generi secondo altre fonti (una delle checklist più aggiornata elenca fino a 1.679 generi). La famiglia attualmente (2021) è divisa in 16 sottofamiglie.

### Filogenesi
La sottofamiglia Mutisioideae, nell'ambito delle Asteraceae occupa una posizione "basale" (si è evoluta precocemente rispetto al resto della famiglia) ed è molto vicina alla sottofamiglia Stifftioideae. La tribù Mutisieae con la tribù Nassauvieae formano due "gruppi fratelli" ed entrambe rappresentano il "core" della sottofamiglia.
Il genere Oreoseris è descritto all'interno della tribù Mutisieae, raggruppamento che la classificazione tradizionale collocava all'interno della sottofamiglia Cichorioideae e che la moderna classificazione filogenetica ha ricollocato, ridisegnandone i confini, all'interno della sottofamiglia Mutisioideae. Provvisoriamente il genere fa parte del gruppo informale Gerbera Complex.
All'interno del "Gerbera Complex" il genere di questa voce, da un punto di vista filogenetico e quindi evolutivo, fa parte del "Clade B" formato dai generi Chaptalia, Gerbera, Leibnitzia, Oreoseris, Piloselloides e Perdicium ed occupa una posizione centrale. Le possibili date relative alla divergenza del clade B variano da 12 a 5 milioni di anni fa.
In precedenza alcune specie di Oreoseris erano descritte all'interno del genere Uechtritzia Freyn (U. armena Freyn & Sint. ex Freyn - 
U. kokanica (Regel & Schmalh.) Pobed - U. lacei (Watt) C.Jeffrey). Ultimamente uno studio di tipo filogenetico molecolare sui nuclei dei cloroplasti ha dimostrato la stretta relazione di queste specie con alcune specie del genere Gerbera (G. maxima e G. gossypina) di origine asiatica formando così un clade ben sostenuto. In base alle regole della priorità nomenclaturale il nuovo clade è stato chiamato Oreoseris.
I caratteri distintivi per le specie di questo genere sono:
- il portamento è erbaceo scaposo perenne;
- le corolle sono bilabiate con margini espansi;
- gli staminoidi sono presenti;
- gli stigmi sono papillosi;
- gli acheni sono irsuti.

Il numero cromosomico delle specie di questo genere è: 2n = 36.

### Elenco specie
Il genere comprende le seguenti 12 specie:
- Oreoseris armena (Freyn & Sint.) V.A.Funk & J.Wen
- Oreoseris delavayi (Franch.) X.D.Xu & W.Zheng
- Oreoseris gossypina (Royle) X.D.Xu & V.A.Funk
- Oreoseris henryi (Dunn) W.Zheng & J.Wen
- Oreoseris kokanica (Regel & Schmalh.) J.Wen & W.Zheng
- Oreoseris lacei (G.Watt) V.A.Funk & W.Zheng
- Oreoseris latiligulata (Y.C.Tseng) W.Zheng & J.Wen
- Oreoseris maxima (D.Don) X.D.Xu & W.Zheng
- Oreoseris nivea DC.
- Oreoseris raphanifolia (Franch.) V.A.Funk & J.Wen
- Oreoseris rupicola (T.G.Gao & D.J.N.Hind) X.D.Xu & V.A.Funk
- Oreoseris tanantii (Franch.) W.Zheng & X.D.Xu